# Эсперанто-литература

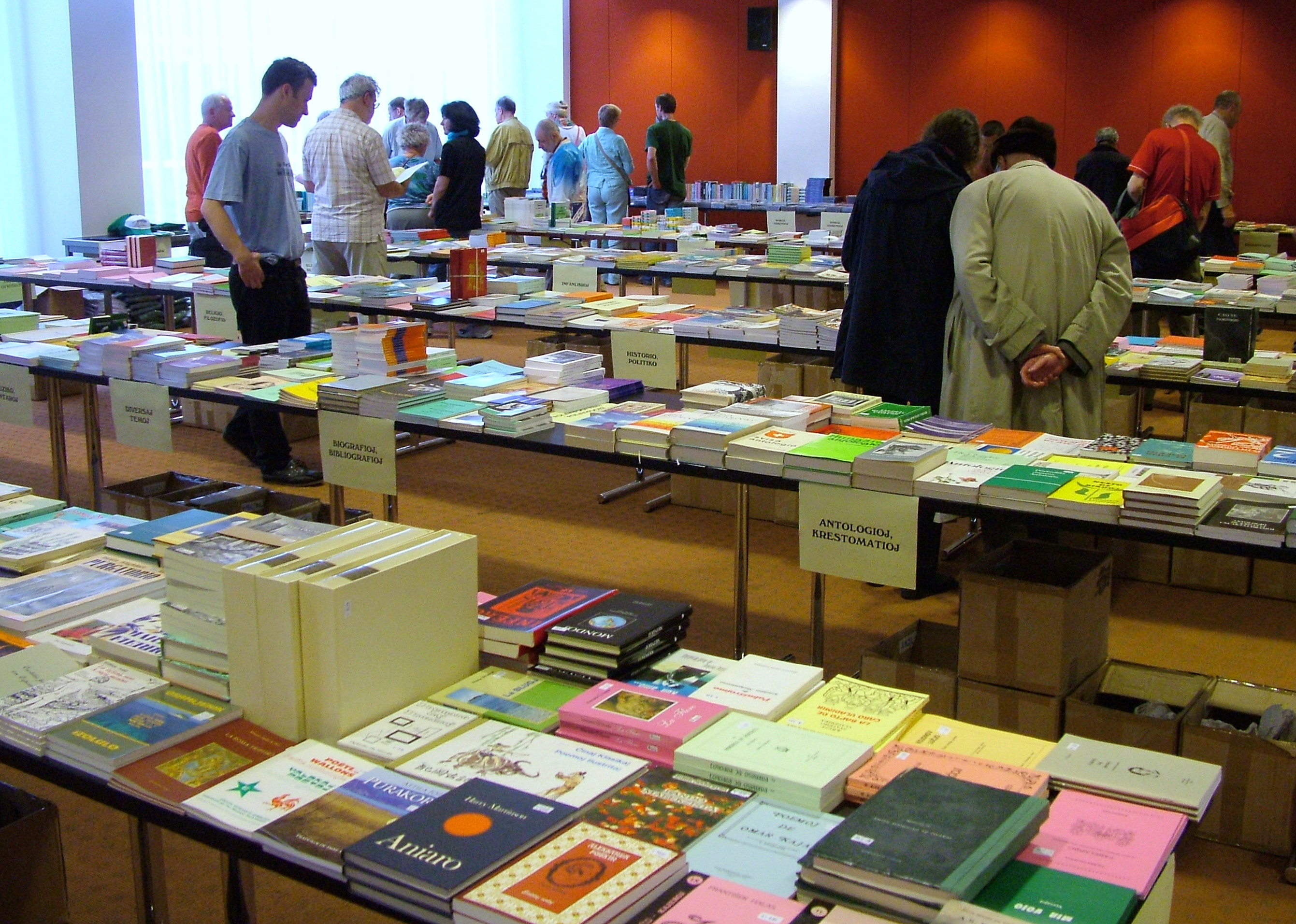
Книги на эсперанто на Всемирном конгрессе эсперантистов в 2008 году

Эсперанто-литература — оригинальная и переводная литература на языке эсперанто.

## История
В современном эсперантском литературоведении (см. монографию Concise Encyclopedia of the Original Literature of Esperanto. 1887—2007 — рус. Краткая Энциклопедия Оригинальной Литературы Эсперанто. 1887—2007) историю эсперанто-литературы подразделяют на 5 периодов:
1. 1887—1920: Примитивный романтизм и формирования стиля;
2. 1921—1930: Зрелый романтизм и расцвет литературы;
3. 1931—1951: Парнассианизм и зрелость литературы;
4. 1952—1974: Постпарнассианизм и модернизм
5. После 1975: Экспериментальная поэзия, популяризация романа, постмодернизм.

### I период (1887—1920): Примитивный романтизм и формирования стиля
В ранние годы эсперанто-движения литература по большей части была переводной. Это связано с тем, что язык находился ещё только в стадии развития и было немного писателей, владеющих эсперанто на достаточном уровне. Первые оригинальные литературные произведения на эсперанто принадлежат самому создателю этого языка, Людовику Заменгофу: «О, моё сердце!» (эсп. Ho, mia kor'!) и «Моя дума» (эсп. Mia penso), опубликованные в «Первой книге» в 1887 году. С появлением первого периодического издания «Эсперантист» (эсп. La Esperantisto) начинают публиковаться и другие небольшие стихотворные и прозаические произведения. Значимым событием для эсперанто-литературы стал выход «Фундаментальной Хрестоматии» (эсп. Fundamenta krestomatio) в 1903 году.
Существенный толчок развитию литературы дал I всемирный конгресс эсперантистов, после которого оригинальных произведений стало больше; к тому же качество их росло, так как росло количество носителей языка и их языковой уровень. А уже в 1907 появляется первый роман, написанный на языке эсперанто французским доктором Анри Вальеном «Замок Прелонга» (эсп. Kastelo de Prelongo). Его же перу принадлежит и второй оригинальный эсперанто-роман «Он?» (эсп. Ĉu li?).
В этот же период делаются первые качественные переводы мировой классической литературы: переведённый Людвиком Заменгофом «Гамлет» Шекспира, Василием Девятниным «Борис Годунов» и «Демон» Лермонтова, Абрамом Кофманом «Илиада» Гомера. Видный след оставил в эсперанто-литературе «отец поэзии на эсперанто» Антоний Грабовский своими собственными оригинальными сочинениями и переводами произведений Пушкина, Адама Мицкевича, Гёте.
Характерною чертою I периода стало появление писательских школ: Славянской, Северной, Французской.

#### Школы I периода

##### Славянская школа
Славянская школа была активна до 1920 года. Её можно разбить на два поколения. Лидерами первого поколения стали 5 писателей, произведения которых вошли в «Фундаментальную Хрестоматию»: Антоний Грабовский, Василий Девятнин, Абрам Кофман, Лео Бельмонт и Феликс Заменгоф. К поэтам первого поколения Славянской школы относятся Александрас Дамбраускас и Иван Селезнёв. Особое место в становлении школы занимает Йозеф Васьневский, чья повесть «На кирпичном заводе» (эсп. En la Brikejo) была удостоена премии на первом конкурсе эсперанто-литературы.
Больше всех из представителей второго поколения Славянской школы выделяются чешский поэт Станислав Шулхов, один из лучших писателей-новеллистов Иван Ширяев и «первый эсперанто-стилист» Кабе.

##### Северная школа
Появлению Северной школы способствовало начало издания журнала «Lingvo Internacia» в Швеции в 1895 году. К основным представителям школы относят: Магнуса Норденсвана, Отто Зейдлица, Валдемара Ланглета, Пера Альберга. К поэтам — Ланглета, Отто Сванбома, Георгия Дешкина.

##### Французская школа
Важным значением для становлении французской школы стало творчество первого французского эсперантиста Луи де Бофрона. До первых лет XX века другие французские эсперантисты подражали его стилю, пока его влияние не ослабло и не образовались две самостоятельных группы писателей.
Первая группа объединилась вокруг профессора Карла Бурле и парижского периодического издания «Обозрение» (эсп. La Revuo). Писатели были сторонниками открытой языковой политики, введения неологизмов и новых корней.
Другая группа французских писателей была против ненужных неологизмов в эсперанто. Она печаталась в журнале «Международный язык» (эсп. Lingvo Internacia), а её лидером стал профессор-лингвист Теофил Кар.
Литературная борьба двух групп привела к рождению эсперантологии, лингвистической науке об эсперанто. Характерным для этого периода стало также значительное увеличение количества научных трудов на эсперанто и формирования журналистского стиля.
Поэзии французская школа уделяла относительно немного внимания. Наиболее яркий её представитель — франкоговорящий швейцарский эсперантист Эдмон Прива. Весомый вклад в литературу внесла и лингвистическая работа Рене де Соссюра, направленная на защиту эсперанто от критики сторонников идо и являясь центральным в разработке теории слова в языке эсперанто. Эсперантист Анри Вальен — первый романист. Особо популярная среди женщин была Жан Флуран.

#### Другие писатели I этапа
Помимо трёх названных школ, выделяют ряд отдельных писателей-эсперантистов:
- Альберт Стайлер[эсп.] — английский писатель рассказов.
- Мария Ганкель — первая эсперанто-поэтесса в мире.
- Кларенс Бикнел[эсп.] — поэт и пионер эсперанто-движения и в Италии.
- Джайлз Браун[эсп.] — английский поэт.
- Англичанин Хайамс[эсп.] в 1915 году написал первую утопию на эсперанто под названием «Новое чувство» (эсп. Nova Sento).
- Николай Боровко — один из первых писателей на эсперанто и пионер эсперанто-движения в Российской Империи.
- Дун Карм Псайла — мальтийский поэт.
- Алессандро Маццолини[эсп.] — итальянский поэт.
- Роман Френкель[эсп.] — русский поэт и переводчик.
- Генрих Лёйкен[эсп.] — немецкий романист.
- Станислав Браун[эсп.] и Станислав Карольчик[эсп.] — польские поэты.
- Первые скетчи были написаны японскими авторами.

### II период (1921—1930): Зрелый романтизм и расцвет литературы
Началом нового периода в эсперанто-литературе принято считать публикацию поэтического сборника венгерского эсперантиста Кальмана Калочаи «Мир и сердце» (эсп. Mondo kaj koro). Последующие десятилетие становится расцветом эсперанто-литературы благодаря плеяде выдающихся писателей и поэтов:

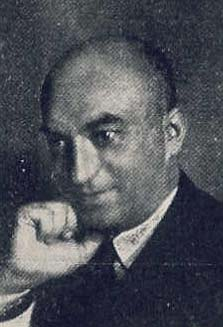
Кальман Калочаи

| Писатель           | Название произведений                                     | Название произведений                                   | Год                 | Страна         |
| Писатель           | На русском                                                | На эсперанто                                            | Год                 | Страна         |
| ------------------ | --------------------------------------------------------- | ------------------------------------------------------- | ------------------- | -------------- |
| Кальман Калочаи    | Мир и сердце                                              | Mondo kaj koro                                          | 1921                | Флаг Венгрии   |
| Евгений Михальский | Пролог Две поэмы                                          | Prologo Du Poemoj                                       | 1922 1929           | Флаг СССР      |
| Баги, Дьюла        | Мимо жизни Жертвы Пиллигрим Ура!                          | Preter la vivo Viktimoj Pilgrimo Hura!                  | 1923 1925 1926 1930 | Флаг Венгрии   |
| Юлий Мангада       | Сборник стихотворений                                     | Versaĵaro                                               | 1922                | Флаг Кубы      |
| Грау Казас         | Любовные поэмы Новые любовные поэмы                       | Amaj poemoj Novaj amaj poemoj                           | 1924 1927           | Флаг Каталонии |
| Шварц, Раймонд     | Завещание Зелёного кота Улыбающаяся проза Анни и Монмартр | Verdkata testamento Prozo ridetanta Anni kaj Montmartre | 1926 1928 1930      | Флаг Франции   |
| Теодор Юнг         | Высокая песня любви                                       | La Alta Kanto de la Amo                                 | 1927                | Германия       |
| Ян ван Шор         | Любовь и поэзия                                           | Amo kaj poezio                                          | 1928                | Флаг Фландрии  |
| Николай Хохлов     | Прилив-отлив                                              | La tajdo                                                | 1928                | Флаг СССР      |

### III период (1931—1951): Парнассианизм и зрелость литературы
В течение третьего периода выходят ключевые книги на эсперанто: «Полный словарь эсперанто» (эсп. Plena vortaro de Esperanto, 1930), «Натянутая струна» (эсп. Streĉita kordo, 1931), антология «Вечный букет» (эсп. Eterna bukedo, 1931), «Путеводитель по Парнасу» (эсп. Parnasa gvidlibro, 1932), «От страницы к странице»(эсп. De paĝo al paĝo, 1932), перевод «Ада» (эсп. Infero. 1933) Данте, «Полная грамматика эсперанто» (эсп. Plena gramatiko de Esperanto, 1935).
Начиная с 1950 года Всемирная ассоциация эсперанто проводит конкурс литературных произведений на эсперанто по следующим номинациям: оригинальная поэзия на эсперанто; оригинальная проза на эсперанто; оригинальное эссе на эсперанто на тему языка, литературы, истории и социологии; оригинальное произведение для театра; детская книга года, оригинально написанная на языке эсперанто.
Список писателей и поэтов III периода:
- Владимир Варанкин
- Гастон Варенгьен
- Людмила Евсеева
- Израиль Лейзерович

### IV период (1952—1974): Постпарнассианизм и модернизм
В 1970 году издается литературный журнал Literatura Foiro. В этом же году выходит первое издания самого объемного толкового словаря эсперанто — Полного иллюстрированного словаря эсперанто (эсп. Plena Ilustrita Vortaro de Esperanto, PIV).
Список писателей и поэтов IV периода:
- Марджори Бултон
- Уильям Олд
- Рето Россетти

### V период (1975 — наше время): Экспериментальная поэзия, популяризация романа, постмодернизм
В V период периоде во многих случаях книги, написанные на эсперанто, переводятся на национальные языки. В мире появляются больше издательств, выпускающих оригинальные и переводные книги на эсперанто. В России — это издательства «Импэто» и «Sezonoj». На 60-м Конгрессе ПЕН-клуба 1993 года принято решение о создании эсперантистской секции. В 2007 г. выпущен первый номер нового литературного журнала Beletra Almanako.
Список писателей и поэтов V периода:
- Михаил Бронштейн
- Валентин Мельников
- Клод Пирон
- Рихард Шульц
- Михаил Гишплинг

### Эсперанто-литература
- L. L. Zamenhof. Fundamenta Krestomatio (эсп.). — Parizo: Hachette, 1903. — 461 с.
- Эсперанто-литература.
- Esperanta literaturo en la reto (эсп.). esperantoland.org. — Коллекция эсперанто-литературы в интернете.
- (эсп.) Literaturo, en la reto, en Esperanto

### Российские эсперанто-издательства
- Lernolibro.ru. — интернет-магазин издательства Импэто.
- La Ondo de Esperanto (эсп.). — сайт издательства Sezonoj[эсп.] и журнала La Ondo de Esperanto.